# عین جمعه
آئین جماع (به فرانسوی: Ain Jemaa) یک منطقهٔ مسکونی در مراکش است که در مکناس تافیلالت واقع شده‌است.

## خصوصیات
آئین جماع ۱۳٬۱۴۶ نفر جمعیت دارد.